# Dodge 30

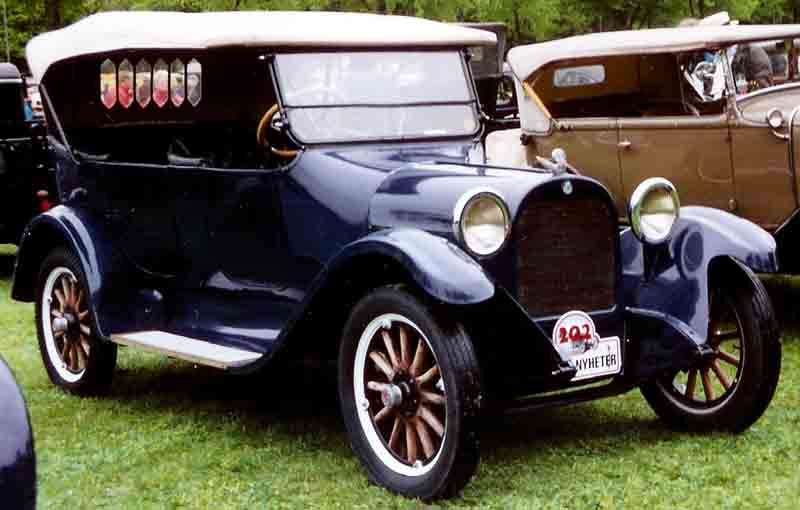
Dodge 30 Tourer (1917)

Der Dodge 30 war ein PKW der Firma Dodge Brothers in Detroit, der als Weiterentwicklung des ersten Modells 30-35 im Juli 1916 als Modell 1917 vorgestellt wurde.
Wie sein Vorgänger, besaß der Wagen einen seitengesteuerten 4-Zylinder-Reihenmotor mit 3479 cm³, der eine Leistung 35 bhp (25,7 kW) abgab. Dieser Hubraum entsprach 30 Steuer-PS, woraus sich der Name Dodge 30 erklärt. Über eine Mehrscheiben-Trockenkupplung (anstatt einer Konuskupplung wie beim Vorgänger) und ein Dreiganggetriebe mit Mittelschaltung wurden die Hinterräder angetrieben. Die Hinterräder waren mechanisch gebremst. Der Radstand des Fahrgestells wurde von 2794 mm auf 2896 mm verlängert. Zum 4-türigen Tourer und dem 2-türigen Roadster gab es „Rex“-Ausführungen, die mit abnehmbaren Dächern (auch Winter tops genannt) und separaten Steckfenstern der Rex Manufacturing Co. ausgestattet waren und so von offenen Wagen in halb oder ganz geschlossene verwandelt werden konnten. Daneben gab es eine 2-türige Limousine und ein 2-türiges Coupé.
1918 wurde die Modellreihe ohne große Veränderungen weitergebaut; zur ohnehin serienmäßigen elektrischen Beleuchtung kamen nun noch ein elektrischer Starter und ein Tachometer als Grundausstattung. 1919 kamen weitere Aufbauten dazu, z. B. eine 4-türige Limousine und ein Taxi mit 6 Sitzplätzen.
1920 entfielen die „Rex“-Ausführungen und die Frontscheibe wurde etwas nach hinten geneigt. Für die Limousinen gab es wahlweise Drahtspeichenräder anstatt der sonst üblichen „Artillerie“-Speichenräder. 1921 kam als Extra eine Innenraumheizung dazu. Im Juni 1922 gab es ein zweites Modell des Modelljahres 1922 mit erhöhtem Kühler (parallel zum ab diesem Zeitpunkt gebauten Nachfolger).
Als die Baureihe von der Serie 116 abgelöst wurde, waren insgesamt 632.673 Exemplare in sechs Jahren entstanden.

## Quelle
- Beverly R. Kimes, Henry A. Clark: Standard Catalog of American Cars 1805–1942. Krause Publications, Iola 1985, ISBN 0-87341-045-9.